# Marca de Bade-Hochberga
A Marca de Bade-Hochberga foi um Estado vassalo do Sacro Império Romano-Germânico criado em 1212 pela separação do Marca de Bade por Henrique I. A marca existiu como um território independente até 1415, quando Otão II vendeu sua posse para o marquês Bernardo I de Bade-Bade.

## História
O castelo que deu nome a esta ramos de Bade foi uma fortaleza de Hochberga, em Emmendingen. Mesmo com as investidas dos condes de Friburgo no espaço entre a Floresta Negra e Breisgau, a linha de Hochberga foi capaz de manter-se ao longo do século XIII. Em 1306, Henrique III (r. 1290–1330) e seu irmão, Rodolfo I (r. 1290–1313) fizeram uma divisão de suas posses. Henrique manteve a Marca de Hochberga com a cidade de Emmendingen e Rodolfo manteve o Condado de Sausemberga e também a guarda a Abadia Imperial de St. Blasien
A fortaleza que foi sede da marca existiu como propriedade dos Bade-Hochberga até 1415, sob Otão II de Bade-Hochberga (r. 1410–1415), quando o título de marquês de Bade-Hochberga foi vendido por ele à Bernardo I de Bade-Bade, marquês de Bade-Sausemberga e seu primo distante. Enquanto a Marca de Bade-Hochberga terminou em 1415, ao sul, a Marca de Bade-Sausemberga durou até 1503, na linha principal, na pessoa de Cristóvão I
Entre 1584-1590, a Marca de Bade-Hochberga foi restabelecido por Jacó III, que assumiu o território a partir da linha de Bade-Durlach.

## Marqueses
- Henrique I de Bade-Hochberga (r. 1212–1231)
- Henrique II de Bade-Hochberga (r. 1232–1290)
- Henrique III de Bade-Hochberga (r. 1290–1330)
- Henrique IV de Bade-Hochberga (r. 1330–1369)
- Otão I de Bade-Hochberga (r. 1369–1386)
- João de Bade-Hochberga (r. 1386–1409)
- Hesso de Bade-Hochberga (r. 1386–1410)
- Otão II de Bade-Hochberga (r. 1410–1415)